# Plazma/BOW AND ARROW
「Plazma / BOW AND ARROW」（プラズマ／ボウ アンド アロー）は、日本のシンガーソングライター・米津玄師の両A面シングル。メジャー15枚目のCDシングルとして2025年6月11日にリリースされた。
「Plazma」と「BOW AND ARROW」はそれぞれ2025年1月20日、1月27日に配信シングルとしてリリースされている。

## 背景
「Plazma」はテレビアニメ『機動戦士Gundam GQuuuuuuX』およびその劇場先行版の主題歌として、「BOW AND ARROW」はテレビアニメ『メダリスト』の主題歌として書き下ろされた。
両曲とも米津が作詞・作曲・編曲の全てを務めている。

## リリースとプロモーション
CDのリリースは『LOST CORNER』以来約10か月ぶり、CDシングルのリリースは「地球儀」以来約1年10か月半ぶりとなった。
CDは、機動戦士ガンダムシリーズのキャラクターであるハロをモチーフにしたパッケージの「ハロ盤」、DVDを同梱した「インストーラーデバイス盤」、CDのみの「通常盤」2種（「BOW AND ARROW / Plazma」と題した、曲の収録順とジャケットが異なるものがある）の全4形態でリリースされた。通常盤を除き、パッケージのデザインは米津玄師自身が監修している。
| 形態                     | 規格      | 規格品番  |
| ------------------------ | --------- | --------- |
| ハロ盤                   | CD + ハロ | SECL-3200 |
| インストーラーデバイス盤 | CD + DVD  | SECL-3202 |
| 通常盤                   | CD        | SECL-3205 |

| 形態   | 規格 | 規格品番  |
| ------ | ---- | --------- |
| 通常盤 | CD   | SECL-3206 |

また、法人特典としてサイリウムチャームが付属するほか、全形態共通・初回限定で「米津玄師 2026 TOUR / GHOST」の先行応募シリアルが封入された。
CDリリース2日前の6月9日には「Plazma」と「BOW AND ARROW」のライブ映像がYouTubeにて公開された。映像はいずれも「米津玄師 2025 TOUR / JUNK」の東京ドーム公演で撮影されたものとなっている。

### イベント
CDリリースを記念し、6月10日から15日までタワーレコード渋谷店にて「Plazma」×『機動戦士Gundam GQuuuuuuX』コラボフォトスポットが展示された。また、6月10から16日にかけて、全国44のCDショップでワールドツアー「KENSHI YONEZU 2025 WORLD TOUR / JUNK」のパネル展示も開催された。さらに、タワーレコードの全店舗およびHMVの全店舗でオリジナルポスターが掲出された。

## チャート成績
本作は店着日の6月10日に20.8万枚を売り上げ、オリコンデイリーランキング1位を獲得。予約が殺到したため、店着日には各ECサイトや店舗で完売（在庫切れ）状態となった。
本作は発売から6月15日までの間に31万枚超を売り上げ、同年度のソロアーティスト最多初週売上を記録するとともに、6月18日公開のBillboard Japan Top Singles Salesで1位を獲得。また、同週のオリコンランキングでも週間1位を獲得した。これに伴い、同週発表のBillboard Japan Hot 100チャートでは「Plazma」が総合1位に返り咲いた。

## 収録内容
| 全作詞・作曲・編曲: 米津玄師。 |                                                 |          |            |      |
| #                              | タイトル                                        | 作詞     | 作曲・編曲 | 時間 |
| 1.                             | 「Plazma」                                      | 米津玄師 | 米津玄師   | 3:01 |
| 2.                             | 「BOW AND ARROW」                               | 米津玄師 | 米津玄師   | 2:57 |
| 3.                             | 「Plazma（アニメ・オープニング ver.）」         | 米津玄師 | 米津玄師   | 1:31 |
| 4.                             | 「BOW AND ARROW （アニメ・オープニング ver.）」 | 米津玄師 | 米津玄師   | 1:29 |
| 合計時間:                      | 合計時間:                                       | 8:59     |            |      |

| 全作詞・作曲・編曲: 米津玄師。 |                                                |          |            |      |
| #                              | タイトル                                       | 作詞     | 作曲・編曲 | 時間 |
| 1.                             | 「BOW AND ARROW」                              | 米津玄師 | 米津玄師   | 2:56 |
| 2.                             | 「Plazma」                                     | 米津玄師 | 米津玄師   | 3:02 |
| 3.                             | 「BOW AND ARROW（アニメ・オープニング ver.）」 | 米津玄師 | 米津玄師   | 1:31 |
| 4.                             | 「Plazma （アニメ・オープニング ver.）」       | 米津玄師 | 米津玄師   | 1:29 |
| 合計時間:                      | 合計時間:                                      | 8:59     |            |      |

| #  | タイトル                                                      | 作詞 | 作曲・編曲 |
| -- | ------------------------------------------------------------- | ---- | ---------- |
| 1. | 「『Plazma』 Music Video」                                    |      |            |
| 2. | 「TVシリーズ 『機動戦士Gundam』 ノンクレジットオープニング」  |      |            |
| 3. | 「劇場先行版『機動戦士Gundam -Beginning-』Promotion Reel」    |      |            |
| 4. | 「劇場先行版『機動戦士Gundam -Beginning-』本予告」            |      |            |
| 5. | 「『BOW AND ARROW』 Music Video」                             |      |            |
| 6. | 「『BOW AND ARROW』 Music Video 羽生結弦 Short Program ver.」 |      |            |
| 7. | 「TVアニメ『メダリスト』ノンクレジットオープニング」          |      |            |

## タイアップ
Plazma
- TVアニメ『機動戦士Gundam GQuuuuuuX』主題歌
- 劇場先行版『機動戦士Gundam GQuuuuuuX -Beginning-』主題歌

BOW AND ARROW
- TVアニメ『メダリスト』オープニング主題歌

## その他
2025年6月11日、当シングルのリリースを記念して『メダリスト』の原作者つるまいかだによる描き下ろしイラストが公開された。イラストには『メダリスト』と『機動戦士Gundam GQuuuuuuX』双方のキャラクターが描かれている。公開されたイラストに対し、米津は「素晴らしすぎる😤」と自身のX（旧Twitter）で反応した。